# Liste zoologischer Gärten
Die Liste zoologischer Gärten und Aquarien ist nach Kontinenten aufgeteilt:
- Afrika
- Asien
- Australien und Ozeanien
- Europa
- Nordamerika
- Südamerika

## Nicht real existierende Tiergärten
- Jurassic Park
- Slaughterhouse-Five
- Hugo’s Zoo
- Calixihuatl Zoo
- Prehistoric Park
- Springfield Zoo (Die Simpsons)
- Quahog Zoo (Family Guy)